# Serie A1 GAF 2013
La Serie A1 GAF 2013 è stata la 27ª edizione del massimo campionato italiano di ginnastica artistica femminile, organizzato dalla Federazione Ginnastica d'Italia. L'edizione del 2013 si è svolta in quattro prove, o «tappe», ad Ancona, Padova, Bari e Firenze, dal 9 febbraio al 6 aprile 2013.
Al termine delle quattro competizioni, la squadra vincitrice dello scudetto è risultata la GAL Lissone.

## Squadre partecipanti
- Ginnastica Artistica Lissonese A.S.D., di Lissone

Atlete: Carlotta Ferlito, Elisabetta Preziosa, Elisa Meneghini, Alessia Praz, Emily Armi, Sara Barri.
Allenatori: Paolo Bucci e Claudia Ferrè.
Numeri di gara: da 1 a 10
- A.S.D.G. Brixia, di Brescia

Atlete: Serena Bugani, Sofia Busato, Vanessa Ferrari, Chiara Imeraj, Giulia Leni, Martina Rizzelli, Erika Fasana.
Allenatori: Marco Campodonico e Laura Rizzoli.
Numeri di gara: da 11 a 20
- A.S.D. Pro Lissone Ginnastica, di Lissone

Atlete: Martine Buro, Vanessa Colantuoni, Enus Mariani, Elisa Ricchiuti, Alice Romanella, Arianna Salvi.
Allenatori: Massimo Gallina e Federica Gatti.
Numeri di gara: da 21 a 30
- Artistica 81 Trieste A.S.D., di Trieste

Atlete: Rachele Brunato, Monica Dei Rossi, Tjasa Kysselef, Federica Macrì, Maria Camilla Sai, Tea Ugrin.
Allenatore: Diego Pecar.
Numeri di gara: da 31 a 40
- A.S. Olos Gym 2000, di Roma

Atlete: Ilaria Bombelli, Giorgia Campana, Chiara Gandolfi, Giorgia Morera.
Allenatori: Francesca Cavallo e Chiara Ferrazzi.
Numeri di gara: da 41 a 50
- A.S.Dil. Ginnica Giglio, di Montevarchi

Atlete: Silvia Becattini, Alessia Leolini, Lara Mori Caterina Paoletti, Chiara Paoletti.
Allenatori: Stefania Bucci e Desy Giuntini.
Numeri di gara: da 51 a 60
- S.G. La Rosa ASD, di Brindisi

Atlete: Ilaria Caiolo, Giulia Longo, Veronica Marra, Chiara Pagano, Federica Picano, Erica Saponaro.
Allenatori: Luigi Piliego e Barbara Spagnolo.
Numeri di gara: da 61 a 70
- S.G. Forza e Virtù 1892 A.S.D., di Novi Ligure

Atlete: Giulia Gemme, Carlotta Necchi, Marta Novello, Arianna Rocca, Cintia Rodriguez.
Allenatori: Eleonora Gabrielli e Roberto Gemme.
Numeri di gara: da 71 a 80
- Estate '83 Galleria del Tiro, di Lograto

Atlete: Francesca Facchinetti, Giada Manera, Deborah Martinazzi, Susanna Rota, Michela Saccani, Nicole Terlenghi.
Allenatori: Vincenzina Manenti, Georgy Yudenko e Tamara Yudenko.
Numeri di gara: da 81 a 90
- World Sporting Academy, di San Benedetto del Tronto

Atlete: Florencia Manzaneda, Jessica Hélène Mattoni, Joelle Mattoni, Anna Pavlova, Veronica Peyrone, Giorgia Pirelli, Eleonora Santarelli.
Allenatori: Elena Konyukhova e Jean Carlo Mattoni.
Numeri di gara: da 91 a 100

## Classifica finale
A seguito del cambiamento dei risultati della 4ª prova, dopo la squalifica per doping di Ilaria Bombelli (Olos Gym), la classifica finale del campionato è stata modificata rispetto a quella stabilita il 6 aprile 2013, al termine delle gare: la Olos Gym 2000 perde il terzo posto, scivolando al quinto.
| Pos. | Squadra                        | Punti | 1ª prova | 2ª prova | 3ª prova | 4ª prova |
| ---- | ------------------------------ | ----- | -------- | -------- | -------- | -------- |
| 1    | Ginnastica Artistica Lissonese | 97    | 25       | 22       | 25       | 25       |
| 2    | Brixia Brescia                 | 87    | 22       | 25       | 18       | 22       |
| 3    | Pro Lissone Ginnastica         | 76    | 20       | 16       | 22       | 18       |
| 4    | Artistica '81                  | 66    | 14       | 18       | 14       | 20       |
| 5    | Olos Gym 2000                  | 64    | 18       | 20       | 20       | 6        |
| 6    | Forza e Virtù 1892             | 62    | 16       | 12       | 16       | 18       |
| 7    | Estate 83 Galleria del Tiro    | 48    | 12       | 14       | 8        | 14       |
| 8    | Ginnica Giglio                 | 42    | 10       | 10       | 10       | 12       |
| 9    | World Sporting Academy         | 38    | 8        | 8        | 12       | 10       |
| 10   | La Rosa Brindisi               | 26    | 6        | 6        | 6        | 8        |

All'ultima prova di campionato (6 aprile 2013) la classifica risultava invece:
| Pos. | Squadra                        | Punti |
| ---- | ------------------------------ | ----- |
| 1    | Ginnastica Artistica Lissonese | 97    |
| 2    | Brixia Brescia                 | 85    |
| 3    | Olos Gym 2000                  | 80    |
| 4    | Pro Lissone Ginnastica         | 74    |
| 5    | Artistica '81                  | 64    |
| 6    | Forza e Virtù 1892             | 60    |
| 7    | Estate 83 Galleria del Tiro    | 46    |
| 8    | Ginnica Giglio                 | 40    |
| 9    | World Sporting Academy         | 36    |
| 10   | La Rosa Brindisi               | 24    |

Verdetti
- GAL Lissone Campione d'Italia 2013
- World Sporting Academy (San Benedetto del Tronto) e La Rosa Brindisi retrocesse in Serie A2.

## Risultati

### Prima prova: Ancona

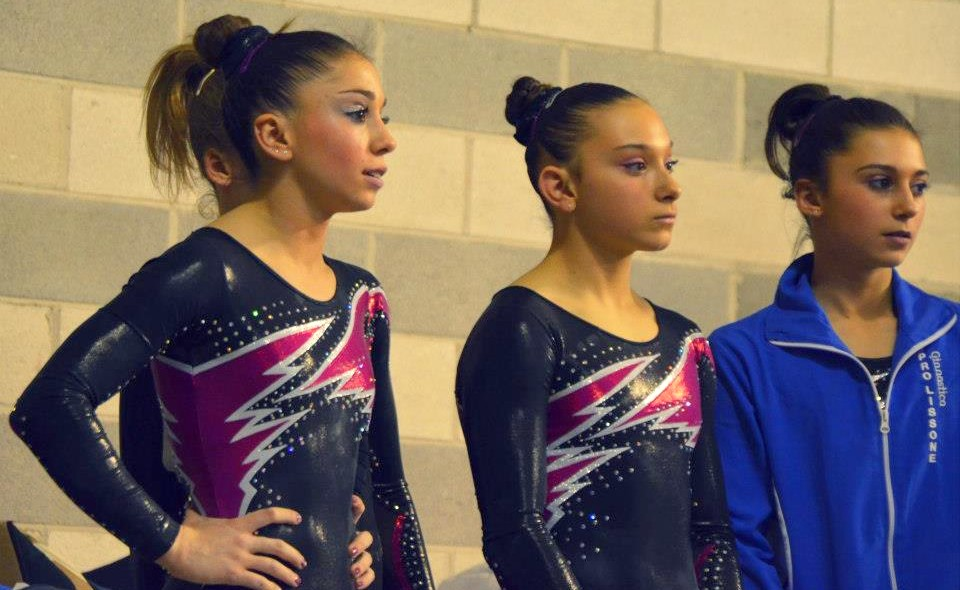
Enus Mariani, Martine Buro, Arianna Salvi alla gara di Ancona del 9 febbraio 2013

La prima gara si è svolta ad Ancona il 9 febbraio.
Varie ginnaste di alto livello non hanno gareggiato: Erika Fasana (Brixia Brescia) per un problema alle tibie; Lara Mori (Ginnica Giglio), in convalescenza post-operatoria al ginocchio e Jessica Mattoni (World Sporting Academy) alla mano; Carlotta Ferlito per influenza.
|    | Squadra (Ginnasta)     | VT     | UB     | BB     | FX     | Totale  | Punti |
| -- | ---------------------- | ------ | ------ | ------ | ------ | ------- | ----- |
| 1  | GAL Lissone            | 41,000 | 38,300 | 41,350 | 40,850 | 161,500 | 25    |
|    | Carlotta Ferlito       | -      | -      | -      | -      |         |       |
|    | Elisabetta Preziosa    | 13,600 | 12,500 | 14,550 | 13,900 | 54,550  |       |
|    | Elisa Meneghini        | 14,050 | 13,000 | 14,250 | 13,350 | 54,650  |       |
|    | Alessia Praz           | 13,350 | 12,800 | 12,550 | 13,600 | 52,300  |       |
| 2  | Brixia                 | 42,050 | 41,250 | 37,600 | 39,700 | 159,600 | 22    |
|    | Serena Bugani          | 14,050 | -      | 10,250 | 13,450 |         |       |
|    | Sofia Busato           | -      | -      | 13,050 | -      |         |       |
|    | Vanessa Ferrari        | 14,200 | 14,400 | 14,300 | 13,650 | 56,550  |       |
|    | Chiara Imeraj          | -      | 13,750 | -      | -      |         |       |
|    | Giulia Leni            | 13,800 | -      | -      | 12,600 |         |       |
|    | Martina Rizzelli       | -      | 13,100 | -      | -      |         |       |
| 3  | Pro Lissone            | 41,400 | 38,800 | 38,950 | 37,800 | 156,950 | 20    |
|    | Martine Buro           | 14,250 | 12,750 | 13,400 | 12,250 | 52,650  |       |
|    | Vanessa Colantuoni     | 12,950 | -      | -      | -      |         |       |
|    | Enus Mariani           | 14,200 | 13,350 | 14,100 | 13,700 | 55,350  |       |
|    | Elisa Ricchiuti        | -      | -      | 11,450 | 11,850 |         |       |
|    | Alice Romanella        | -      | -      | -      | -      |         |       |
|    | Arianna Salvi          | -      | 12,700 | -      | -      |         |       |
| 4  | Olos Gym 2000          | 39,900 | 40,850 | 38,100 | 37,900 | 156,750 | 18    |
| 5  | Forza e Virtù 1892     | 41,650 | 36,550 | 38,300 | 38,650 | 155,150 | 16    |
| 6  | Artistica ’81          | 41,250 | 35,050 | 38,400 | 38,600 | 153,300 | 14    |
| 7  | Estate ’83             | 40,650 | 34,750 | 34,450 | 38,500 | 148,350 | 12    |
| 8  | Giglio                 | 40,050 | 35,350 | 35,750 | 35,300 | 146,450 | 10    |
| 9  | World Sporting Academy | 38,800 | 27,300 | 34,650 | 35,450 | 136,200 | 8     |
| 10 | La Rosa Brindisi       | 37,550 | 26,300 | 32,150 | 31,200 | 127,200 | 6     |

### Seconda prova: Padova

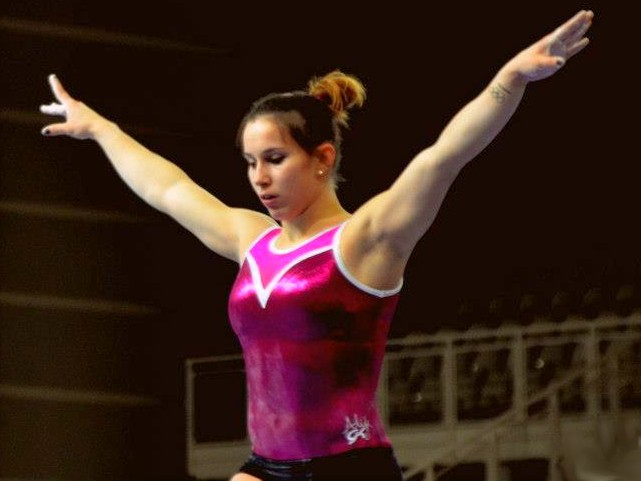
Erika Fasana alla gara di Padova

Il 23 febbraio si è svolta la seconda gara, al PalaFabris di Padova.
Carlotta Ferlito (GAL Lissone) ed Erika Fasana (Brixia Brescia) hanno gareggiato con esercizi semplificati. Erano ancora assenti Lara Mori e Jessica Mattoni, a cui si è aggiunta Giulia Leni (Brixia Brescia) a causa di un infortunio al piede.
|    | Squadra (Ginnasta)     | VT     | UB     | BB     | FX     | Totale  | Punti |
| -- | ---------------------- | ------ | ------ | ------ | ------ | ------- | ----- |
| 1  | Brixia                 | 42,800 | 41,050 | 40,450 | 39,900 | 164,200 | 25    |
|    | Vanessa Ferrari        | 14,100 | 13,500 | 13,900 | 14,250 | 55,750  |       |
|    | Martina Rizzelli       | 14,700 | 14,000 | —      | —      |         |       |
|    | Serena Bugani          | 14,000 | —      | —      | 12,750 |         |       |
|    | Chiara Imeraj          | —      | 13,550 | —      | —      |         |       |
|    | Sofia Busato           | —      | —      | 13,000 | —      |         |       |
| 2  | GAL Lissone            | 41,900 | 38,300 | 43,100 | 40,000 | 163,300 | 22    |
|    | Elisa Meneghini        | 14,350 | 13,150 | 14,400 | 13,950 | 55,850  |       |
|    | Elisabetta Preziosa    | 13,450 | 12,200 | 14,150 | 13,250 | 53,050  |       |
|    | Carlotta Ferlito       | 14,100 | —      | 14,550 | 12,800 |         |       |
|    | Alessia Praz           | —      | 12,950 | —      | —      |         |       |
| 3  | Olos Gym 2000          | 41,050 | 40,750 | 38,550 | 36,350 | 156,700 | 20    |
|    | Giorgia Campana        | 14,100 | 14,250 | 13,200 | 12,450 | 54,000  |       |
|    | Chiara Gandolfi        | 13,800 | 13,500 | 13,500 | 12,000 | 52,800  |       |
|    | Giorgia Morera         | 13,150 | 13,000 | 11,850 | 11,900 | 49,900  |       |
| 4  | Artistica ’81          | 41,850 | 36,300 | 38,400 | 38,050 | 154,600 | 18    |
| 5  | Pro Lissone            | 40,350 | 38,900 | 36,750 | 36,350 | 152,350 | 16    |
| 6  | Estate ’83             | 41,050 | 34,900 | 35,850 | 37,200 | 149,000 | 14    |
| 7  | Forza e Virtù 1892     | 41,850 | 35,200 | 35,350 | 36,250 | 148,650 | 12    |
| 8  | Giglio                 | 39,300 | 34,800 | 35,150 | 35,450 | 144,700 | 10    |
| 9  | World Sporting Academy | 39,100 | 30,900 | 35,700 | 34,850 | 140,550 | 8     |
| 10 | La Rosa Brindisi       | 36,000 | 28,900 | 31,200 | 31,650 | 127,750 | 6     |

### Terza prova: Bari
La terza prova si è svolta il 16 marzo al PalaFlorio di Bari.
La plurimedagliata mondiale ed olimpica Anna Pavlova ha gareggiato con la World Sporting Academy (tornando così a competere in una gara della massima serie), la slovena Tjasa Gysselef con la Artistica '81, la spagnola Cintia Rodriguez con la Forza e Virtù.
Non hanno partecipato alla gara Carlotta Ferlito e Vanessa Ferrari, impegnate nell'Internationaux de France, tappa valida per il circuito di Coppa del Mondo. Ancora assenti Lara Mori e Jessica Mattoni.
|    | Squadra (Ginnasta)     | VT     | UB     | BB     | FX     | Totale  | Punti |
| -- | ---------------------- | ------ | ------ | ------ | ------ | ------- | ----- |
| 1  | GAL Lissone            | 42,500 | 39,750 | 42,650 | 38,000 | 162,900 | 25    |
|    | Elisa Meneghini        | 14,450 | 13,650 | 14,600 | 13,250 | 55,950  |       |
|    | Elisabetta Preziosa    | 14,400 | 12,900 | 14,250 | 12,750 | 54,300  |       |
|    | Alessia Praz           | 13,650 | 13,200 | 13,800 | 12,000 | 52,650  |       |
| 2  | Pro Lissone            | 40,350 | 40,200 | 40,700 | 37,400 | 158,650 | 22    |
|    | Martine Buro           | 14,300 | 12,050 | 13,950 | 13,600 | 53,900  |       |
|    | Enus Mariani           | —      | 14,750 | 14,400 | —      |         |       |
|    | Vanessa Colantuoni     | 13,350 | —      | 12,350 | —      |         |       |
|    | Elisa Ricchiuti        | 12,700 | —      | —      | 11,950 |         |       |
|    | Arianna Salvi          | —      | 13,400 | —      | —      |         |       |
|    | Alice Romanella        | —      | —      | —      | 11,850 |         |       |
| 3  | Olos Gym 2000          | 41,150 | 40,900 | 39,250 | 36,300 | 157,600 | 20    |
|    | Giorgia Campana        | 14,200 | 14,100 | 13,900 | 11,900 | 54,200  |       |
|    | Giorgia Morera         | 13,550 | 13,250 | 13,800 | 12,150 | 52,750  |       |
|    | Ilaria Bombelli        | —      | 13,450 | —      | 12,250 |         |       |
|    | Chiara Gandolfi        | 13,400 | —      | 11,550 | —      |         |       |
| 4  | Brixia                 | 41,550 | 37,500 | 39,150 | 37,800 | 156,000 | 18    |
| 5  | Forza e Virtù 1892     | 41,500 | 35,750 | 39,750 | 38,100 | 155,100 | 16    |
| 6  | Artistica ’81          | 41,900 | 35,900 | 36,950 | 37,850 | 152,600 | 14    |
| 7  | World Sporting Academy | 39,900 | 34,500 | 38,200 | 38,050 | 150,650 | 12    |
| 8  | Giglio                 | 41,200 | 37,400 | 36,800 | 34,500 | 149,900 | 10    |
| 9  | Estate ’83             | 41,200 | 34,300 | 36,050 | 38,250 | 149,800 | 8     |
| 10 | La Rosa Brindisi       | 40,400 | 35,150 | 37,150 | 33,450 | 146,150 | 6     |

### Quarta prova: Firenze

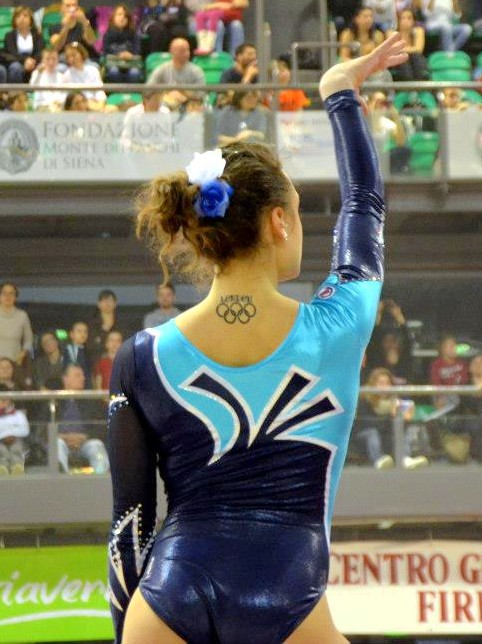
Elisabetta Preziosa durante la gara di Firenze

La quarta ed ultima prova si è svolta il 6 aprile al Nelson Mandela Forum di Firenze.
Non hanno partecipano alla gara Vanessa Colantuoni, a causa di un infortunio per un incidente automobilistico, Vanessa Ferrari, infortunatasi durante il Trofeo Città di Jesolo ed Elisa Meneghini, impegnata in una tappa di Coppa del Mondo a Tokyo. Sono tornate in gara Lara Mori e Jessica Mattoni.
Ai test antidoping post-gara Ilaria Bombelli (Olos Gym 2000) è risultata positiva al clostebol metabolita; l'atleta è stata poi sospesa in via cautelare il 22 aprile, infine squalificata per un anno. La Federazione Ginnastica d'Italia ha quindi riformulato la classifica togliendo i punteggi conseguiti dalla ginnasta romana.
| 1  | GAL Lissone            | 163,500 | 25 |
| 2  | Brixia                 | 161,200 | 22 |
| 3  | Artistica ’81          | 156,850 | 20 |
| 4  | Pro Lissone            | 156,100 | 18 |
| 4  | Forza e Virtù 1892     | 156,100 | 18 |
| 6  | Estate ’83             | 152,600 | 14 |
| 7  | Giglio                 | 151,300 | 12 |
| 8  | World Sporting Academy | 149,850 | 10 |
| 9  | La Rosa Brindisi       | 136,650 | 8  |
| 10 | Olos Gym 2000          | 124,050 | 6  |

| Classifica al 6 aprile | Classifica al 6 aprile | Classifica al 6 aprile | Classifica al 6 aprile | Classifica al 6 aprile | Classifica al 6 aprile | Classifica al 6 aprile | Classifica al 6 aprile |
|                        | Squadra (Ginnasta)     | VT                     | UB                     | BB                     | FX                     | Totale                 | Punti                  |
| ---------------------- | ---------------------- | ---------------------- | ---------------------- | ---------------------- | ---------------------- | ---------------------- | ---------------------- |
| 1                      | GAL Lissone            | 42,600                 | 37,850                 | 43,250                 | 39,800                 | 163,500                | 25                     |
|                        | Carlotta Ferlito       | 14,550                 | 13,100                 | 14,400                 | 14,100                 | 56,150                 |                        |
|                        | Elisabetta Preziosa    | 14,500                 | 12,300                 | 14,950                 | 13,900                 | 55,650                 |                        |
|                        | Alessia Praz           | 13,550                 | 12,450                 | 13,900                 | 11,800                 | 51,700                 |                        |
| 2                      | Olos Gym 2000          | 41,400                 | 40,700                 | 39,650                 | 39,550                 | 161,300                | 23                     |
|                        | Giorgia Campana        | 14,200                 | 14,200                 | 14,550                 | 13,600                 | 56,550                 |                        |
|                        | Chiara Gandolfi        | 13,500                 | 13,750                 | —                      | 13,350                 |                        |                        |
|                        | Ilaria Bombelli        | —                      | 12,750                 | 11,900                 | 12,600                 |                        |                        |
|                        | Giorgia Morera         | 13,700                 | —                      | 13,200                 | —                      |                        |                        |
| 3                      | Brixia                 | 43,000                 | 39,300                 | 39,700                 | 39,200                 | 161,200                | 20                     |
|                        | Erika Fasana           | 14,350                 | —                      | 13,450                 | 12,850                 |                        |                        |
|                        | Sofia Busato           | —                      | 13,300                 | 13,000                 | 12,950                 |                        |                        |
|                        | Martina Rizzelli       | 14,650                 | 13,000                 | —                      | —                      |                        |                        |
|                        | Pilar Rubagotti        | —                      | —                      | 13,250                 | 13,400                 |                        |                        |
|                        | Giulia Leni            | 14,000                 | —                      | —                      | —                      |                        |                        |
|                        | Chiara Imeraj          | —                      | 13,000                 | —                      | —                      |                        |                        |
| 4                      | Artistica ’81          | 42,450                 | 36,800                 | 38,150                 | 39,450                 | 156,850                | 18                     |
| 5                      | Pro Lissone            | 41,700                 | 37,550                 | 38,900                 | 37,950                 | 156,100                | 16                     |
| 6                      | Forza e Virtù 1892     | 42,450                 | 36,700                 | 37,750                 | 39,200                 | 156,100                | 14                     |
| 7                      | Estate ’83             | 41,050                 | 34,200                 | 37,850                 | 39,500                 | 152,600                | 12                     |
| 8                      | Giglio                 | 40,750                 | 35,500                 | 38,100                 | 36,950                 | 151,300                | 10                     |
| 9                      | World Sporting Academy | 40,600                 | 34,900                 | 38,350                 | 36,000                 | 149,850                | 8                      |
| 10                     | La Rosa Brindisi       | 39,300                 | 33,950                 | 35,500                 | 27,900                 | 136,650                | 6                      |